# Pista americana
Pista americana är en ringmaskart som först beskrevs av Johan Gustaf Hjalmar Kinberg 1866.  Pista americana ingår i släktet Pista och familjen Terebellidae. Inga underarter finns listade i Catalogue of Life.